# War (The Temptations)
"War" is een nummer van de Amerikaanse band The Temptations. Het nummer verscheen als de zesde track op hun album Psychedelic Shack uit 1970. Edwin Starr bracht datzelfde jaar een succesvolle cover uit van het nummer op zijn album War & Peace. Ook Bruce Springsteen zette een bekende cover op zijn livealbum Live 1975–85 uit 1986.

## Achtergrond
"War" is geschreven door Norman Whitfield en Barrett Strong. Het werd geschreven als protestlied tegen de Vietnamoorlog. Het werd voor het eerst opgenomen door The Temptations op hun album Psychedelic Shack. Deze versie werd gezongen door Paul Williams en Dennis Edwards. Het bericht van het nummer, wat wordt samengevat door het refrein "War, what is it good for, absolutely nothing" ("Oorlog, waar is het goed voor, helemaal nergens"), sprak het Amerikaanse publiek erg aan. Veel fans schreven brieven aan Motown met de vraag om het uit te brengen als single, maar de platenmaatschappij wilde het imago van hun populairste groep niet riskeren. Schrijver Whitfield kwam echter met een compromis: het zou als single worden uitgebracht, maar daarvoor moest het eerst worden opgenomen door een andere artiest.
Edwin Starr werd de nieuwe zanger van "War", en de eerste artiest die het op single uitbracht. Starr was een van de B-artiesten van Motown en had hiervoor slechts één hit gehad met "Twenty-Five Miles" in 1968. Hij hoorde over de beslissing over het al dan niet uitbrengen van "War" en besloot het op te nemen. In tegenstelling tot de versie van The Temptations werd de versie van Starr wel volledig geproduceerd door Whitfield. De single bereikte de nummer 1-positie in de Amerikaanse Billboard Hot 100, waar het gedurende augustus en september 1970 drie weken bleef staan. Ook in Canada behaalde het de eerste plaats, terwijl in het Verenigd Koninkrijk de derde plaats werd behaald. In Nederland kwam het tot de achttiende plaats in de Top 40 en de veertiende plaats in de Hilversum 3 Top 30, terwijl in Vlaanderen de zestiende plaats in de voorloper van de Ultratop 50 werd gehaald. Het nummer bracht de carrière van Starr een grote boost en bleef zijn meest succesvolle single. In 1971 werd hij genomineerd voor een Grammy Award in de categorie Best Male R&B Vocal Performance, maar verloor hier van "The Thrill Is Gone" van B.B. King.
"War" werd door een aantal andere artiesten gecoverd. De bekendste versie is afkomstig van Bruce Springsteen en zijn E Street Band, die het live speelden tijdens de afsluitende shows van de tournee ter promotie van het album Born in the U.S.A. Springsteen en zijn manager Jon Landau waren op zoek naar een interessant nummer om deze shows wat interessanter te maken. De band bracht tijdens de concerten een hardrockversie van het nummer ten gehore. De uitvoering van 30 september 1985, opgenomen in het Los Angeles Memorial Coliseum, kwam terecht op het livealbum Live 1975–85. Het werd gekozen als de eerste single van het album en werd een grote hit. In de Verenigde Staten kwam het tot de achtste plaats in de hitlijsten, terwijl in het Verenigd Koninkrijk de achttiende plaats werd behaald. In Nederland kwam het tot de vijfde plaats in de Top 40 en de achtste plaats in de Nationale Hitparade, terwijl in Vlaanderen de tiende plaats in de voorloper van de Ultratop 50 werd bereikt.
Andere artiesten die "War" hebben gecoverd, zijn onder meer D.O.A., Frankie Goes to Hollywood en The Jam. Bone Thugs-n-Harmony maakten een nummer met dezelfde naam, waarop het refrein van de versie van Starr wordt gesampled. Op deze versie zijn ook onder meer Henry Rollins, Tom Morello en Flea te horen.

## Hitnoteringen

### Edwin Starr

#### Nederlandse Top 40
| Hitnotering: 05-09-1970 t/m 10-10-1970 | Hitnotering: 05-09-1970 t/m 10-10-1970 | Hitnotering: 05-09-1970 t/m 10-10-1970 | Hitnotering: 05-09-1970 t/m 10-10-1970 | Hitnotering: 05-09-1970 t/m 10-10-1970 | Hitnotering: 05-09-1970 t/m 10-10-1970 | Hitnotering: 05-09-1970 t/m 10-10-1970 | Hitnotering: 05-09-1970 t/m 10-10-1970 |
| Week                                   | 1                                      | 2                                      | 3                                      | 4                                      | 5                                      | 6                                      |                                        |
| -------------------------------------- | -------------------------------------- | -------------------------------------- | -------------------------------------- | -------------------------------------- | -------------------------------------- | -------------------------------------- | -------------------------------------- |
| Positie                                | 34                                     | 27                                     | 23                                     | 19                                     | 18                                     | 28                                     | uit                                    |

#### Hilversum 3 Top 30
| Hitnotering: 12-09-1970 t/m 10-10-1970 | Hitnotering: 12-09-1970 t/m 10-10-1970 | Hitnotering: 12-09-1970 t/m 10-10-1970 | Hitnotering: 12-09-1970 t/m 10-10-1970 | Hitnotering: 12-09-1970 t/m 10-10-1970 | Hitnotering: 12-09-1970 t/m 10-10-1970 | Hitnotering: 12-09-1970 t/m 10-10-1970 |
| Week                                   | 1                                      | 2                                      | 3                                      | 4                                      | 5                                      |                                        |
| -------------------------------------- | -------------------------------------- | -------------------------------------- | -------------------------------------- | -------------------------------------- | -------------------------------------- | -------------------------------------- |
| Positie                                | 24                                     | 21                                     | 14                                     | 15                                     | 24                                     | uit                                    |

### Bruce Springsteen

#### Nederlandse Top 40
| Hitnotering: 29-11-1986 t/m 31-01-1987 | Hitnotering: 29-11-1986 t/m 31-01-1987 | Hitnotering: 29-11-1986 t/m 31-01-1987 | Hitnotering: 29-11-1986 t/m 31-01-1987 | Hitnotering: 29-11-1986 t/m 31-01-1987 | Hitnotering: 29-11-1986 t/m 31-01-1987 | Hitnotering: 29-11-1986 t/m 31-01-1987 | Hitnotering: 29-11-1986 t/m 31-01-1987 | Hitnotering: 29-11-1986 t/m 31-01-1987 | Hitnotering: 29-11-1986 t/m 31-01-1987 | Hitnotering: 29-11-1986 t/m 31-01-1987 |
| Week                                   | 1                                      | 2                                      | 3                                      | 4                                      | 5                                      | 6                                      | 7                                      | 8                                      | 9                                      |                                        |
| -------------------------------------- | -------------------------------------- | -------------------------------------- | -------------------------------------- | -------------------------------------- | -------------------------------------- | -------------------------------------- | -------------------------------------- | -------------------------------------- | -------------------------------------- | -------------------------------------- |
| Positie                                | 26                                     | 17                                     | 10                                     | 8                                      | 5                                      | 5                                      | 11                                     | 22                                     | 34                                     | uit                                    |

#### Nationale Hitparade
| Hitnotering: 29-11-1986 t/m 31-01-1987 | Hitnotering: 29-11-1986 t/m 31-01-1987 | Hitnotering: 29-11-1986 t/m 31-01-1987 | Hitnotering: 29-11-1986 t/m 31-01-1987 | Hitnotering: 29-11-1986 t/m 31-01-1987 | Hitnotering: 29-11-1986 t/m 31-01-1987 | Hitnotering: 29-11-1986 t/m 31-01-1987 | Hitnotering: 29-11-1986 t/m 31-01-1987 | Hitnotering: 29-11-1986 t/m 31-01-1987 | Hitnotering: 29-11-1986 t/m 31-01-1987 | Hitnotering: 29-11-1986 t/m 31-01-1987 |
| Week                                   | 1                                      | 2                                      | 3                                      | 4                                      | 5                                      | 6                                      | 7                                      | 8                                      | 9                                      |                                        |
| -------------------------------------- | -------------------------------------- | -------------------------------------- | -------------------------------------- | -------------------------------------- | -------------------------------------- | -------------------------------------- | -------------------------------------- | -------------------------------------- | -------------------------------------- | -------------------------------------- |
| Positie                                | 27                                     | 11                                     | 8                                      | 8                                      | 9                                      | 18                                     | 23                                     | 41                                     | 48                                     | uit                                    |

#### NPO Radio 2 Top 2000
| Nummer met noteringen in de NPO Radio 2 Top 2000 | '07  | '08 | '09  | '10 | '11  | '12  | '13  | '14  | '15  |
| ------------------------------------------------ | ---- | --- | ---- | --- | ---- | ---- | ---- | ---- | ---- |
| War (Bruce Springsteen)                          | 1206 | -   | 1580 | -   | 1508 | 1988 | 1672 | 1710 | 1463 |

1. ↑  Een '-' betekent dat het nummer niet was genoteerd en een vetgedrukt getal geeft de hoogste notering aan.
2. ↑  2007 was het eerste jaar met een notering voor dit nummer.
3. ↑  Deze tabel is bijgewerkt tot en met de laatste editie (2024).

E Street Band: Bruce Springsteen · Roy Bittan · Nils Lofgren · Patti Scialfa · Garry Tallent · Steven Van Zandt · Max Weinberg
Jake Clemons · Charles Giordano · Soozie Tyrell
Voormalige leden: Ernest Carter · Clarence Clemons · Danny Federici · Vini Lopez · David Sancious
Voormalige tourmuzikanten:
Everett Bradley · Barry Danielian · Clark Gayton · Curtis King · Suki Lahav · Ed Manion · The Miami Horns · Cindy Mizelle · Michelle Moore · Tom Morello · Curt Ramm · Jay Weinberg